# Tollaslabda a 2010. évi nyári ifjúsági olimpiai játékokon
A 2010. évi nyári ifjúsági olimpiai játékokon a tollaslabda versenyeinek Szingapúrban a Singapore Indoor Stadium adott otthont augusztus 15. és 19. között. A fiúknál és a lányoknál is egyes tornát rendeztek, így összesen 2 ifjúsági olimpiai bajnokot avattak.

## Éremtáblázat
| A 2010. évi nyári ifjúsági olimpiai játékok éremtáblázata tollaslabda | A 2010. évi nyári ifjúsági olimpiai játékok éremtáblázata tollaslabda | A 2010. évi nyári ifjúsági olimpiai játékok éremtáblázata tollaslabda | A 2010. évi nyári ifjúsági olimpiai játékok éremtáblázata tollaslabda | A 2010. évi nyári ifjúsági olimpiai játékok éremtáblázata tollaslabda | Olimpia  |
| --------------------------------------------------------------------- | --------------------------------------------------------------------- | --------------------------------------------------------------------- | --------------------------------------------------------------------- | --------------------------------------------------------------------- | -------- |
|                                                                       | Ország                                                                | Arany                                                                 | Ezüst                                                                 | Bronz                                                                 | Összesen |
| 1.                                                                    | Thaiföld (THA)                                                        | 2                                                                     | 0                                                                     | 0                                                                     | 2        |
|                                                                       |                                                                       |                                                                       |                                                                       |                                                                       |          |
| 2.                                                                    | India (IND)                                                           | 0                                                                     | 1                                                                     | 0                                                                     | 1        |
|                                                                       | Kína (CHN)                                                            | 0                                                                     | 1                                                                     | 0                                                                     | 1        |
|                                                                       |                                                                       |                                                                       |                                                                       |                                                                       |          |
| 4.                                                                    | Dél-Korea (KOR)                                                       | 0                                                                     | 0                                                                     | 1                                                                     | 1        |
| 5.                                                                    | Vietnám (VIE)                                                         | 0                                                                     | 0                                                                     | 1                                                                     | 1        |
|                                                                       |                                                                       |                                                                       |                                                                       |                                                                       |          |
| Összesen                                                              | Összesen                                                              | 2                                                                     | 2                                                                     | 2                                                                     | 6        |

## Érmesek
| Versenyszám                            | Arany                                    | Ezüst                                     | Bronz                          |
| -------------------------------------- | ---------------------------------------- | ----------------------------------------- | ------------------------------ |
| Fiú egyes Döntő: augusztus 19., 20:50  | Pisit Poodchalat · Thaiföld (THA)        | Prannov Haseena Sunil Kumar · India (IND) | Wook Ji Kang · Dél-Korea (KOR) |
| Lány egyes Döntő: augusztus 19., 18:50 | Sapsiree Taerattanachai · Thaiföld (THA) | Xuang Deng · Kína (CHN)                   | Thi Tang Vu · Vietnám (VIE)    |